# Carlo Carafa
Carlo Caraffa (Nápoles, 29 de março de 1517 - Roma, 6 de março de 1561) foi cardeal, sobrinho do Papa Paulo IV, e filho de Giovanni Alfonso Carafa, conde de Montorio.

## Biografia
De uma distinta família de Nápoles, cruel e talentoso foi sucessivamente condottiero a serviço da França e da Espanha, disputando seus protetorados na Itália até 1555, quando foi feito cardeal, a 1559 o onipotente favorito e cardeal-sobrinho do Papa Paulo IV Carafa, cujas políticas dirigiu e a quem serviu como legado papal em Paris, Veneza e Bruxelas. Segundo o jesuíta e, mais tarde cardeal Pietro Sforza Pallavicino, escrevendo a história do Concílio de Trento, sua sutileza de espírito e graça de trato, coragem física e instinto de glória foram substituídas por sua insaciável sede de poder.
Nasceu em Nápoles em uma das famílias mais antigas e ilustres da cidade, jovem filho de Giovanni Alfonso Carafa, conde de Montorio, e sua condessa, Caterina Cantelma. Um dos irmãos foi Giovanni Carafa, Duque de Paliano e outro, Antonio Carafa (1520-1588), que foi feito Marquês di Montebello.
Sem fazer um nome para si próprio. teve uma longa carreira como soldado mercenário na Itália e Alemanha. Foi exilado de Nápoles por assassinato e banditismo e foi alegadamente o perpetrador do massacre de soldados espanhóis que se recuperavam em um hospital da Córsega. 
O Papa Paulo IV encheu-o de honrarias e bens; susteve uma guerra contra Nápoles e Espanha, mas em 1559, poucos meses antes de morrer, a sua capacidade foi colocada em dúvida e foi exilado de Roma. A sua posição como cardeal-sobrinho não foi um grande êxito pois Paulo IV e ele levaram o Papado a uma humilhante derrota contra os espanhóis que quase resultava na repetição do saque de Roma de 1527. 
O sucessor de Paulo IV, o Papa Pio IV era inimigo pessoal dos Carafa, fez com que em 1560 o cardeal Carlo Carafa fosse condenado à morte e estrangulado ou enforcado na prisão; o seu irmão Giovanni Carafa, suspeito de mandar matar a sua mulher foi decapitado; o cardeal Alfonso Carafa, filho de Antonio, foi multado em 100 000 escudos; e o senado romano aboliu por decreto a memória dos Carafa. 
Em 1566 o Papa Pio V fez rever o seu processo e reintegrou toda a família em títulos e honrarias.